# Raymond Moody

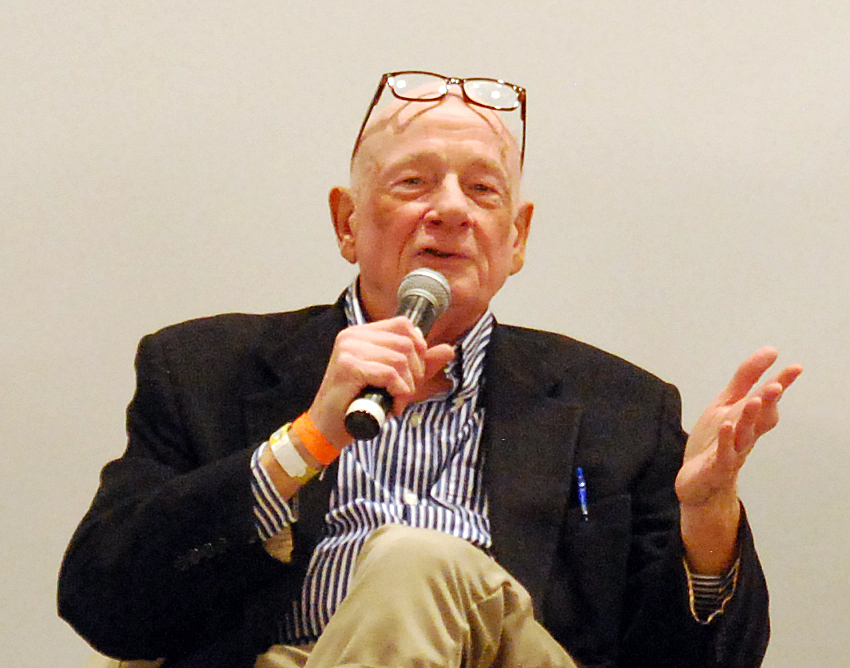
Raymond Moody (2017)

Raymond Moody (Porterdale, 1944) is een Amerikaanse psychiater, filosoof, psycholoog en arts. Hij is bekend van zijn boeken over leven na de dood en bijna-doodervaringen. Hij introduceerde de term near-death experience (NDE) in 1975 in zijn boek Life after Life. Moody beweert te onderzoeken wat er gebeurt wanneer een persoon overlijdt. Hij heeft zijn inzichten uitgebreid gepubliceerd in diverse publicaties.
Moody's werk is bekritiseerd als onwetenschappelijk.